# Папа-Уэстрей
Папа-Уэстрей (англ. Papa Westray) — небольшой остров на севере Оркнейского архипелага в Шотландии.

## Этимология
Название острова происходит от скандинавского -Papey Meiri, что возможно означает большой остров молящихся. Похожее происхождение имеет название острова Папа-Стронсей.

## География
Лежит в нескольких километрах к северу от Уэстрей, восточнее находится островок Холм-оф-Папа. Омывается с юга Северным морем, с севера Атлантическим океаном.
На острове организован заказник «Папа-Уэстрей» площадью 2,4 квадратных километра. Под охраной:
- Полярная крачка (Sterna paradisaea) — 1 950 пар, 4,4% популяции Великобритании.
- Короткохвостый поморник (Stercorarius parasiticus) — 135 пар, 0.4% популяции Северной Атлантики.

## Транспорт
Также на острове есть аэропорт Папа-Уэстрей с регулярными ежедневными рейсами в Керкуолл и еженедельными на Уэстрей. Последний маршрут считается самым коротким в мире — 2,8 км, перелёт занимает около двух минут.
Паромы компании Orkney Ferries:
- Папа-Уэстрей — Рэпнесс, Уэстрей еженедельно.
- Папа-Уэстрей — Керкуолл еженедельно.
- Папа-Уэстрей — Пироволл, Уэстрей ежедневно в летний период, паром MV Golden Mariana[7]

## Образование
На острове работает начальная школа «Papa Westray Primary School».

## Культура
Один из жителей острова Томас Трэйл возможно является автором мелодии к песне «My Love's in Germany».

## Достопримечательности
Основной достопримечательностью Папа-Уэстрей является неолитический памятник Нэп-оф-Хауар — по всей видимости, одно из старейших сохранившихся строений в северной Европе. Усадьба включает в себя два расположенных по соседству прямоугольных здания с толстыми, каменными стенами. Здания соединяются проходом с низкой дверью.

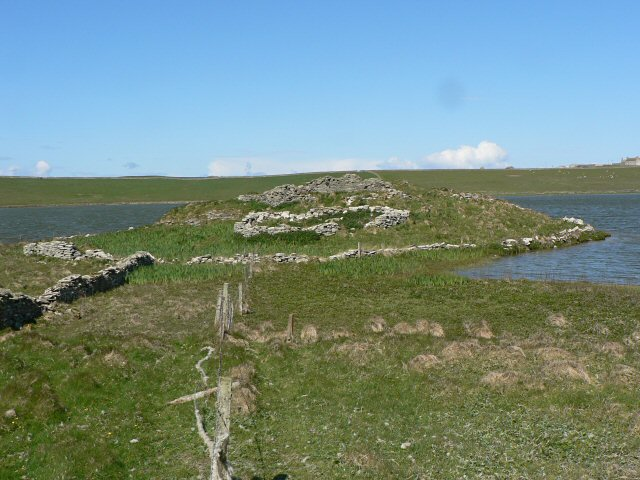
Руины часовни святой Тридуаны

Также на острове находится церковь Святого Бонифация, построенная в VIII веке, и разрушенная часовня святой Тридуаны — одно из ранних свидетельств проникновения христианства в северную Европу.
В 2015 году при раскопках одного из захоронений был найден меч эпохи викингов, датируемый IX в. По мнению археологов, захоронения могут принадлежать ко времени первых норвежских поселенцев на островах Оркни.